# Egmontpact
Het Egmontpact (Frans: Pacte d'Egmont) is een overeenkomst gesloten in 1977 over de omvorming van België naar een federale staat en de regeling van de verhoudingen tussen de taalgemeenschappen in het land. Door de val van de regering over de uitvoering is het Egmontpact niet gerealiseerd, maar bij latere staatshervormingen zijn belangrijke elementen van dit akkoord overgenomen.

## Onderhandeld akkoord
Het Egmontpact werd op 24 mei 1977 gesloten tussen de meerderheidspartijen van de regering-Tindemans IV, een coalitie van CVP, PSC, BSP-PSB, Volksunie en FDF. Het is genoemd naar het Egmontpaleis, waar het akkoord onderhandeld werd. Het pact werd hetzelfde jaar aangevuld met het zogenaamde Stuyvenbergakkoord. Beide akkoorden samen werden later het Gemeenschapspact genoemd. Het Egmontpact bevatte afspraken over uiteenlopende punten:
- De vorming van autonome raden en een executieve (een regering) voor de drie gemeenschappen (een vervolg op de oprichting van de drie cultuurgemeenschappen in België in 1970), maar ook de oprichting van drie gewesten (Vlaanderen, het Brussels Hoofdstedelijk Gewest en Wallonië), eveneens met autonome raden en een eigen executieve. De gemeenschappen werden bevoegd voor de persoonsgebonden materies, de gewesten voor de plaatsgebonden materies.
- De regeling van de taalverhoudingen in Brussel en de Vlaamse Rand rond Brussel, met onder andere de splitsing van het kiesarrondissement Brussel-Halle-Vilvoorde, gekoppeld aan het inschrijvingsrecht voor Franstaligen in 13 Nederlandstalige gemeenten rond Brussel (de zes faciliteitengemeenten en zeven zogenaamde Egmontgemeenten: Alsemberg, Beersel, Dilbeek, Groot-Bijgaarden, Sterrebeek, Sint-Stevens-Woluwe, Strombeek-Bever, en de wijken ’t Voor (Vilvoorde), Jezus-Eik (Overijse) en Zuun (Ruisbroek)). Daar konden de Franstaligen zich administratief laten inschrijven in een Brusselse gemeente, waardoor zij hun administratieve formaliteiten in het Frans konden afhandelen en konden blijven stemmen op Franstalige lijsten. Het inschrijvingsrecht zou permanent zijn in de zes faciliteitengemeenten van de rand, en na 20 jaar (in 1998) uitdoven in de andere. Het Brusselse Gewest bleef beperkt tot de 19 gemeenten. Om de minorisatie van de Nederlandstaligen in Brussel tegen te gaan zou er geregeerd worden bij consensus en werd een alarmbelprocedure voorzien. In de Brusselse gemeenten en in de zes faciliteitengemeenten zouden Gemeentelijke Gemeenschapscommissies worden opgericht om de persoonsgebonden materies door de gemeenschappen zelf te laten regelen.  De Franse Gemeenschapsraad kreeg zo de mogelijkheid om subsidies te verstrekken aan socioculturele activiteiten in de faciliteitengemeenten. Ook andere garanties voor de Nederlandstaligen in Brussel werden gekoppeld aan de situatie van de Franstaligen in de faciliteitengemeenten.
- Een hervorming van de nationale staatsinstellingen: een hervorming van de Kamer en de omvorming van de Senaat tot een soort reflectiekamer, met maar enkele bevoegdheden en die samengesteld zou zijn uit de gemeenschappen.
- Een hervorming van de provinciale staatsinstellingen: de afschaffing van de provinciale politieke structuren (gouverneurs bleven wel), om ze te vervangen door 25 subgewesten.

### Subgewesten
Het Egmontpact voorzag in een bestuurslaag met 25 subgewesten: 11 in Vlaanderen, 13 in Wallonië en 1 in Brussel.
In Vlaanderen zou elk subgewest bestaan uit één of meerdere administratieve arrondissementen binnen één provincie.
- De provincie West-Vlaanderen zou worden verdeeld in twee subgewesten: Kortrijk-Roeselare-Tielt-Ieper en Brugge-Oostende-Veurne-Diksmuide.
- De provincie Oost-Vlaanderen zou worden verdeeld in drie subgewesten: Gent-Eeklo, Aalst-Oudenaarde en Sint-Niklaas-Dendermonde.
- De provincie Antwerpen zou worden verdeeld in drie subgewesten: Antwerpen, Mechelen en Turnhout.
- De provincie Limburg zou één subgewest vormen.
- De latere provincie Vlaams-Brabant zou worden verdeeld in twee subgewesten: Leuven en Halle-Vilvoorde.

De opdeling in subgewesten (sous-régions) in Wallonië zou ingewikkelder zijn. Sommige arrondissementen zouden over meerdere subgewesten verdeeld worden en drie subgewesten zouden bestaan uit gemeenten uit twee verschillende provincies.
1. De latere provincie Waals-Brabant zou één subgewest vormen.
2. Het subgewest "Hainaut occidental" zou bestaan uit de arrondissementen Doornik, Aat en Moeskroen en de gemeenten Edingen, Lessen en Opzullik.
3. Het subgewest "Mons-Borinage" zou overeenkomen met het arrondissement Bergen.
4. Het subgewest "Centre-Soignies" (met La Louvière als spil) zou bestaan uit het arrondissement Zinnik (zonder de gemeenten Edingen, Lessen en Opzullik) en de gemeenten Chapelle-lez-Herlaimont, Seneffe, Manage, Anderlues, Binche, Estinnes en Morlanwelz.
5. Het subgewest Charleroi zou bestaan uit het arrondissement Charleroi (zonder de gemeenten Chapelle-lez-Herlaimont, Seneffe en Manage) en de gemeente Ham-sur-Heure-Nalinnes.
6. Het subgewest "Entre-Sambre-et-Meuse" zou bestaan uit de arrondissementen Philippeville en Thuin (zonder de gemeenten Anderlues, Binche, Estinnes, Ham-sur-Heure-Nalinnes en Morlanwelz).
7. Het subgewest "Namur" zou overeen komen met het arrondissement Namen.
8. Het subgewest "La Famenne" zou bestaan uit de arrondissementen Marche-en-Famenne en Dinant (zonder de gemeenten Beauraing, Bièvre, Gedinne, Houyet en Vresse-sur-Semois).
9. Het subgewest "Sud-Luxembourg" zou bestaan uit de provincie Luxemburg (zonder het arrondissement Marche-en-Famenne) en de gemeenten Beauraing, Bièvre, Gedinne, Houyet en Vresse-sur-Semois.
10. De Duitstalige gemeenten zouden een eigen subgewest vormen.
11. Het subgewest "Verviers" zou overeen komen met het arrondissement Verviers (zonder de gemeente Olne en zonder de Duitstalige gemeenten).
12. Het subgewest "Liège" zou bestaan uit het arrondissement Luik (zonder de gemeenten Aywaille en Sprimont) en de gemeenten Nandrin, Anthisnes, Engis, Olne, Crisnée, Fexhe-le-Haut-Clocher en Saint-Georges-sur-Meuse.
13. Het subgewest "Huy-Waremme" zou bestaan uit de arrondissementen Hoei (zonder de gemeenten Nandrin, Anthisnes en Engis) en Borgworm (zonder de gemeenten Crisnée, Fexhe-le-Haut-Clocher en Saint-Georges-sur-Meuse) en de gemeenten Aywaille en Sprimont.

## Resultaat: Egmontcrisis
Het akkoord werd niet in de praktijk omgezet doordat er onmiddellijk protest rees aan Vlaamse kant. Vooral de tegemoetkomingen inzake Brussel en het inschrijvingsrecht in de rand waren onaanvaardbaar voor veel Vlaamsgezinden, die zich verenigden in het Anti-Egmontkomitee.
Tegelijk leidde de voorbereiding van de wetteksten die het Egmontpact in de praktijk moesten omzetten tot grote spanningen tussen de regering en vooral haar premier Leo Tindemans (CVP) enerzijds en de partijvoorzitters van de regeringspartijen anderzijds. Aanleiding vormde de noodzaak om de wetsontwerpen voor advies voor te leggen aan de Raad van State. Toen dat veel tijd dreigde te kosten ontstond een probleem, omdat de stemming van het akkoord gekoppeld was aan de zogenaamde Anticrisiswet die de gevolgen van de economische terugval moest bestrijden en die al in juli 1978 gestemd was. Daarom werd de Raad van State gevraagd een spoedadvies uit te brengen. Dit advies was op een aantal punten zeer kritisch, en binnen de CVP werd het verzet tegen het pact groter en wilden meer en meer parlementsleden nieuwe onderhandelingen. Dit werd echter door alle Franstalige partijen geweigerd. De CVP was ten slotte verdeeld over de kwestie. Op 11 oktober 1978 kondigde Leo Tindemans onverwacht en in een emotionele toespraak het ontslag van zijn regering aan. Paul Vanden Boeynants nam over als premier, en vervroegde verkiezingen werden op 17 december 1978 gehouden.
De Egmontcrisis leidde ook tot een diepe verdeeldheid binnen enkele politieke partijen. Bij de Volksunie scheurde de radicale vleugel zich af en vormden respectievelijk de Vlaams Nationale Partij (VNP) van Karel Dillen en de Vlaamse Volkspartij (VVP) van Lode Claes die onder de naam 'Vlaams Blok' deelnamen aan de verkiezingen. Later fuseerden de Vlaams Nationale Partij en de radicale vleugel van de Vlaamse Volkspartij tot het Vlaams Blok. Ook in de laatste unitaire partij in België, de socialistische BSP-PSB, raakten Nederlands- en Franstaligen het oneens over de crisis rond het pact en werd in 1978 de Franstalige PS enerzijds en de Vlaamse SP anderzijds opgericht.
Het Egmontpact is ondanks zijn aanvankelijke mislukking de opmaat geweest voor de federalisering van België. Een groot deel van de doelstellingen van het Egmontpact werd later verwezenlijkt, met name de oprichting van gemeenschappen en gewesten; andere zaken, zoals het inschrijvingsrecht voor Franstaligen in de Vlaamse Rand en het opgeven van de dubbele meerderheid in de Raad van het Brussels Hoofdstedelijk Gewest zijn niet tot stand gekomen.

## Trivia
- In de Nero (strip)reeks wordt in het album De planeet Egmont (1977) naar het Egmontpact verwezen. Nero en Clo-Clo reizen in het album naar een planeet waar mensen met arendsmaskers en hanenmaskers ruzie met elkaar maken. Eén planeetbewoner, Leo, heeft een leeuwenkop. Leo brult op zeker moment zo luid dat de maskers van de arenden en hanen afvliegen. Zo ontdekken ze dat ze er eigenlijk allemaal hetzelfde uitzien en verbroederen ze. Sleen verwees hiermee naar Leo Tindemans die door actie te ondernemen de communautaire geschillen had moeten oplossen.
- De Strangers namen in 1977 ook een satirisch nummer over het pact op: Egmont Disco.